# 石州流伊佐派
石州流伊佐派（せきしゅうりゅう いさは）は武家茶道。石州流の一派。
江戸時代は幕府数奇屋頭を代々世襲し嘉順派、野村派とともに柳営茶道をささえた。
維新後伊佐家が5代限りで茶道と無縁になった際に、門人だった袖山宗脩（1853年 - 1932年）によって継承され伊佐派と称している。

## 歴代
| 代       | 名       | 号     | 没年         | 備考       |
| -------- | -------- | ------ | ------------ | ---------- |
| 流祖     | 片桐石州 | 浮瓢軒 | 延宝元年69歳 |            |
| 怡渓派祖 | 怡渓宗悦 |        | 正徳4年71歳  | 大徳寺禅僧 |
| 派祖     | 伊佐幸琢 | 半々庵 | 延享2年62歳  | 数奇屋頭   |
| 二代     | 伊佐幸琢 | 半堤庵 | 寛政7年90歳  | 数奇屋頭   |
| 三代     | 伊佐幸琢 | 半寸庵 | 文化5年      | 数奇屋頭   |
| 四代     | 伊佐幸琢 | 半能庵 | 文化13年     | 数奇屋頭   |
| 五代     | 伊佐幸琢 | 半片庵 | 明治23年89歳 | 数奇屋頭   |
| 六代     | 袖山宗脩 | 半艸庵 | 昭和8年81歳  |            |
| 七代     | 時田宗敬 | 香草庵 | 昭和46年81歳 |            |
| 八代     | 磯野宗琢 | 半幸庵 |              |            |
| 九代     | 磯野宗明 |        |              |            |